# BSA Bantam

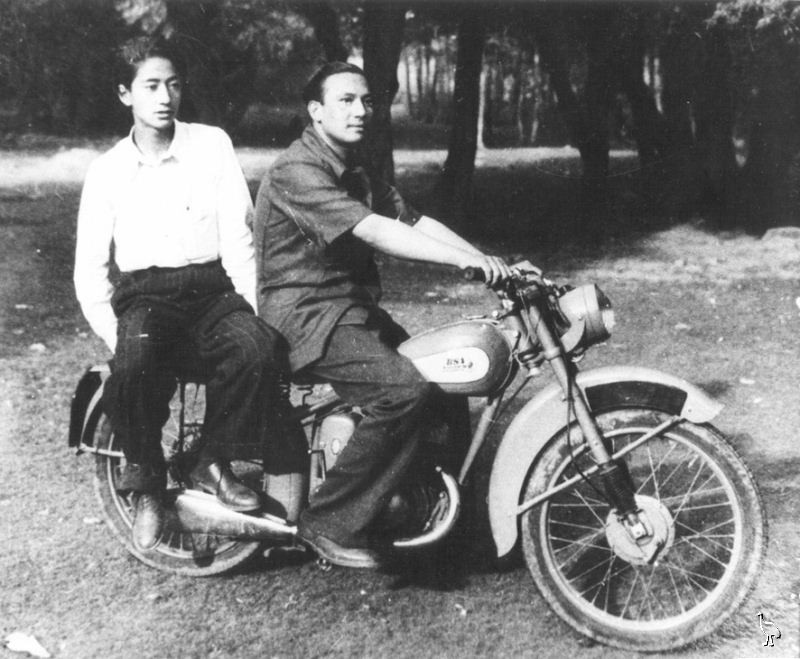
Marchands népalais sur une Bantam à Lhassa, au Tibet 1952

La BSA Bantam est une moto deux temps à boite de vitesses séparée qui était fabriquée par la Birmingham Small Arms Company (BSA) à partir de 1948 (125 cm3) et ce jusqu'en 1971 (125 cm3). Les chiffres exacts de production ne sont pas véritablement connus mais sont estimés à plus de 250.000 exemplaires. Certaines estimations évoquent un chiffre plus près d'un demi-million d'exemplaires.   

## Historique
Malgré le fait que la Bantam soit considérée comme l'archétype de la moto légère britannique, cette moto était en fait basée sur une conception allemande, la DKW RT 125, modèle allemand reçu comme réparation de guerre. La Bantam était conçue en miroir par rapport à la DKW, le changement de vitesse étant du côté droit comme sur les autres motos britanniques de cette époque. Le même modèle a été mis en production dans au moins deux et peut-être quatre autres pays. Harley-Davidson commença à produire son modèle 125 à la fin de 1947 (plusieurs mois avant BSA) et pour les habitants d'Allemagne de l'Est, l'URSS commença à produire le modèle Москва M1A (Moscou) bien avant, vers 1946. En Allemagne de l'Est la machine était fabriquée par IFA à l'usine originale de DKW, qui est devenue plus tard MZ. Le Japon a également produit des copies avec son modèle YA-1.   
Les concepteurs de BSA retournèrent le design original en miroir avec les commandes du côté droit et des fixations en mesures impériales pour une fabrication à Birmingham. La Bantam originale, la D1, fut commercialisée en octobre 1948 et continua d'être produite pendant plusieurs années. La moto était munie d'une fourche télescopique, d’un train arrière rigide, d’un démarreur électrique, d’un garde-boue avant en forme de pelle et d’un silencieux en queue de carpe. Le modèle n’était disponible qu’en "mist green" («brume verte») et était vendu au prix de 60 £ hors taxes. Bien que le cadre ait été modifié de manière peu habituelle (à commencer par la conversion avec plongeur puis en suspension arrière à bras oscillant), le moteur est resté une évolution reconnaissable de l’original pendant les 23 ans de production. 

## Moteur
Le moteur est un monocylindre 2 temps à construction unit (moteur et boîte de vitesse d'une seule pièce). Le cylindre est en fonte et la culasse en alliage. La boîte de vitesses était initialement à trois rapports, les versions ultérieures passèrent à quatre, avec un embrayage "humide". L'allumage était de deux types : une bobine Lucas alimentée par une batterie sur les premières machines, ou une magnéto Wipac. La magnéto était montée sur un assemblage composite au niveau du volant moteur avec ses inserts magnétiques; les enroulements alimentaient directement les phares (avec une pile sèche lorsque le moteur était arrêté) ou via un redresseur dans une batterie au plomb. Les premières D1 avaient des échappements de style "queue de carpe" qui furent remplacés par un silencieux cylindrique plus conventionnel. Des échappements hauts furent réalisés pour les essais et sur les modèles tout terrain, pour lesquels l'allumage se faisait uniquement par magnéto. 
Un détail trahit l'origine de la conception DKW / MZ : le Kickstarter et la pédale de sélecteur de vitesse sont montés sur des axes concentriques . Comme il s'agit d'une copie "en miroir" de la machine allemande ces commandes sont situées à droite (Cf photo profil droit en tête d'article). 
Cette disposition se retrouve (mais sur le côté gauche -normes allemandes-) sur tous les autres dérivés de la DKW RT 125 d'avant guerre: Harley-Davidson Hummer, MZ Ets 125 , Yamaha A1 "Acatombo" (Libellule rouge en japonais) ou 125 Minsk et Voskhod (Ukraine et Russie),mais n'existe sur aucun autre moteur de moto de grande série.

## Modèles

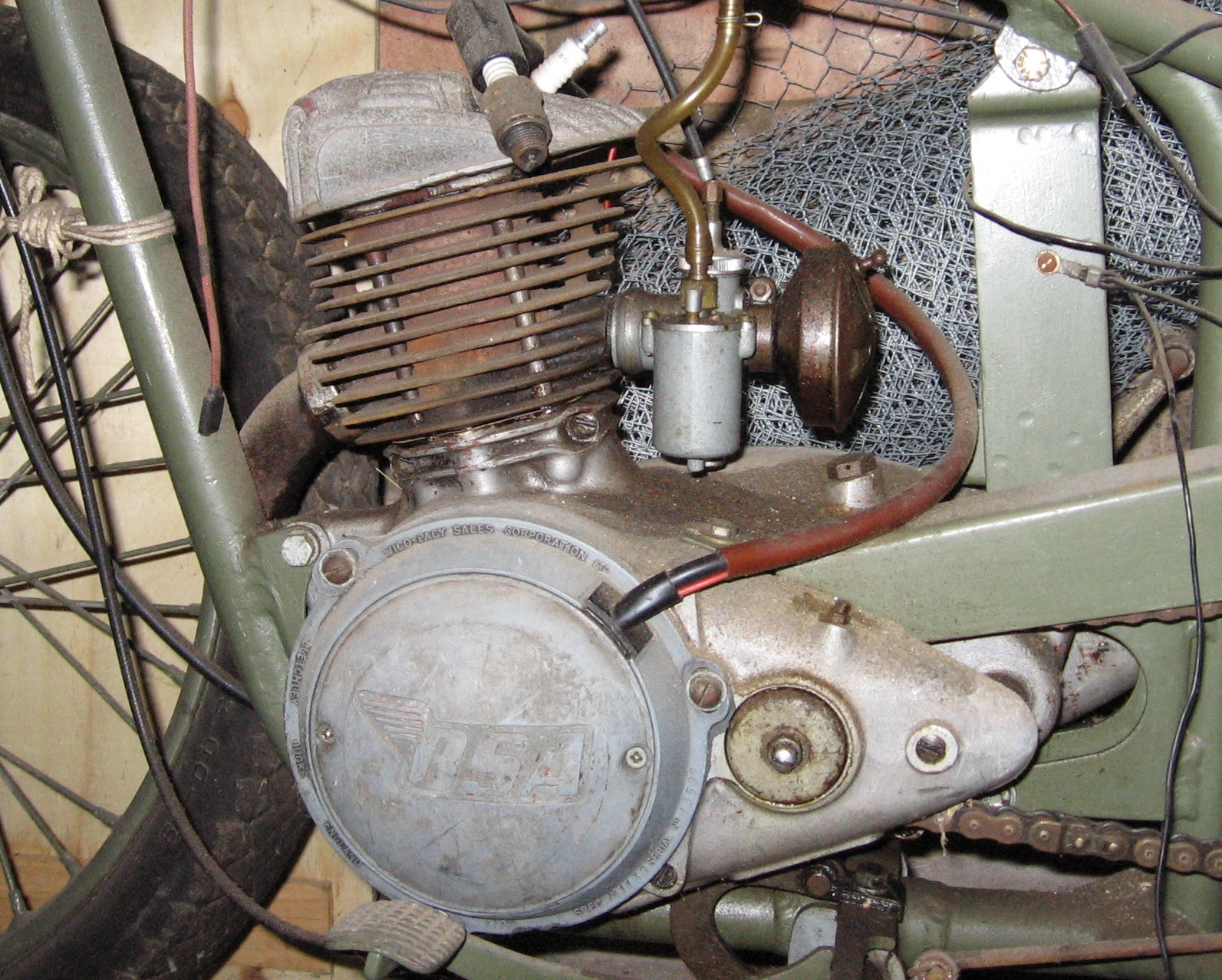
Moteur 125 cm^{3} sur une Bantam D1

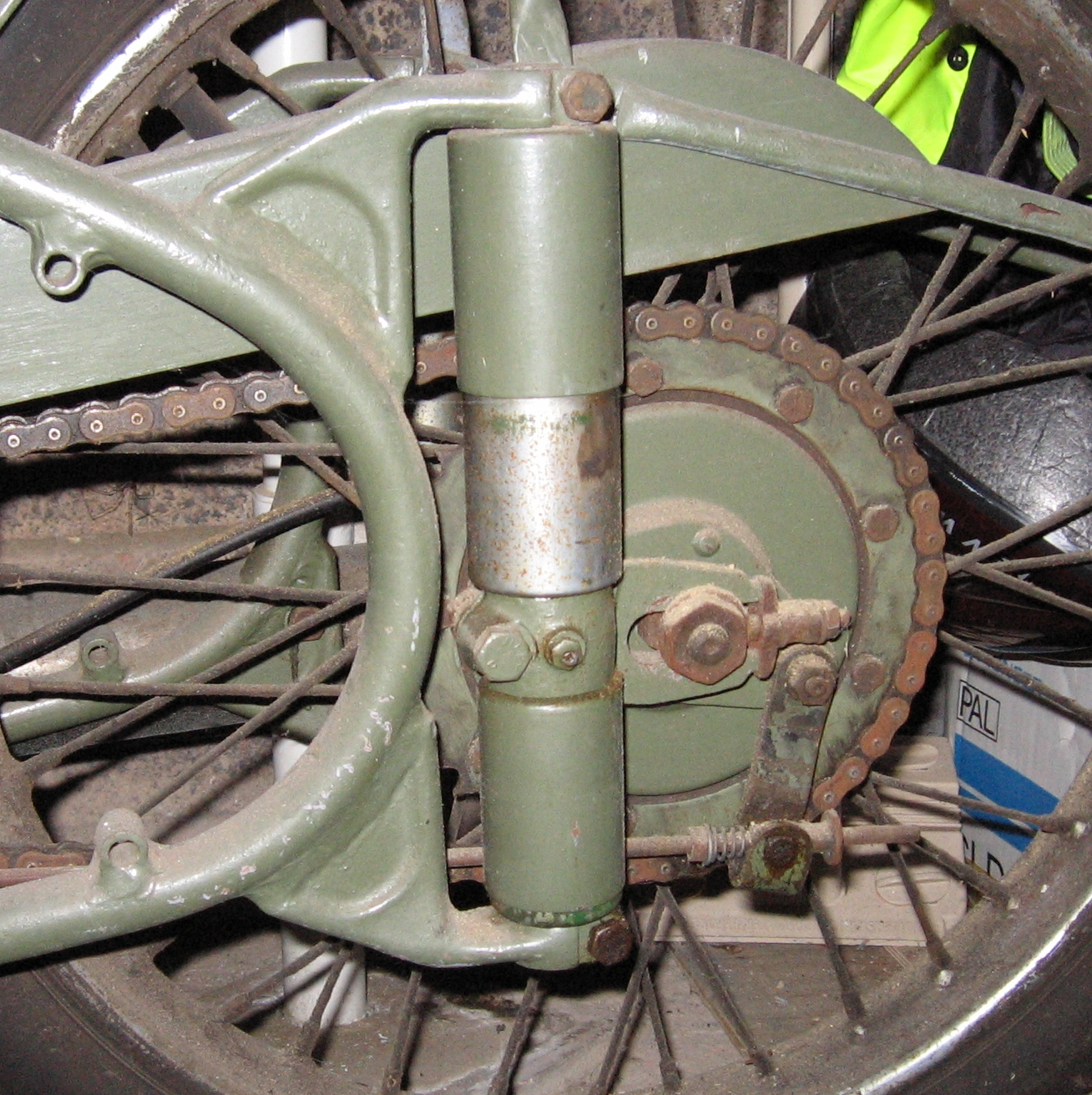
Détail de la suspension du cadre à pistons Bantam D, les "bidons" télescopiques couvrant et protègeant les ressorts. À noter le frein arrière actionné par tige.

Cette liste n'est pas exhaustive et ne donne que les principales variantes. La plupart des modèles étaient disponibles avec des améliorations ou sous forme de modèles de compétitions. BSA utilisait un système de lettrage pour sa gamme de motos et avait lancé la série "D" pour son premier moteur deux temps. La D175 fut commercialisée sous le nom de B175, BSA ayant lutté contre les importations à la fin des années 60 jusqu'à sa fermeture en 1972 (la série "B" de plus grosse cylindrée ayant contribué à en faire le plus grand fabricant de motos au monde à l'époque). La cylindrée indiquée est nominale, les motos britanniques étaient en fait fabriquées avec 1 ou 3 cm3 en moins que leur tranche d'imposition maximum pour permettre le ré-alésage et le re-chemisage. 
| Nom du modèle                        | Années de production    | Moteur                  | Vitesse max          | Boite de vitesses | Suspension arrière                  | Allumage                                          | Coloris |
| ------------------------------------ | ----------------------- | ----------------------- | -------------------- | ----------------- | ----------------------------------- | ------------------------------------------------- | --- |
| D1                                   | 1948 - 1950 1950 - 1963 | 125 cm34 ch (2,9 kW)    | 45 mi/h (72,4 km/h)  | 3                 | Rigide Rigide et plongeur           | Wico-Pacy ou Lucas                                | Mist-green uniquement (y compris les jantes) |
| BD1                                  |                         | 125 cm34 ch (2,9 kW)    | 45 mi/h (72,4 km/h)  | 3                 |                                     | Wico-Pacy ou Lucas                                | Édition limitée, réservoir noir avec bandes chromées, protège-jambes et roues chromées.                                                            |
| D3                                   | 1954 - 1957             | 150 cm35,3 ch (3,9 kW)  | 50 mi/h (80,5 km/h)  | 3                 | Plongeur Bras oscillant après 1956) | Wico-Pacy                                         | Gris, noir ou marron |
| D5                                   | 1958                    | 175 cm37,4 ch (5,4 kW)  | 57 mi/h (91,7 km/h)  | 3                 | Bras oscillant                      | Wico-Pacy                                         | Machine entière marron ou noir avec panneaux de réservoir en ivoire et barres et roues chromées.                                                   |
| D7                                   | 1959 - 1966             | 175 cm37,4 ch (5,4 kW)  | 57 mi/h (91,7 km/h)  | 3                 | Bras oscillant                      | Wipac                                             | Différentes nuances de rouge ou de bleu avec des reflets chromés.                                                                                  |
| D10                                  | 1967                    | 175 cm310 ch (7,4 kW)   | 57 mi/h (91,7 km/h)  | 3                 | Bras oscillant                      | Wipac avec allumage par bobine et alternateur 60W | Bleu & argent ou bleu polychromatique & chrome |
| D10 Sports & Bushman                 | 1967                    | 175 cm310 ch (7,4 kW)   | 57 mi/h (91,7 km/h)  | 4                 | Bras oscillant                      | Wipac avec allumage par bobine et alternateur 60W | Rouge sports flamboyant et chrome, bushman orange et blanc                                                                                         |
| D14/4 Supreme D14/4 Sports & Bushman | 1968 -1969              | 175 cm312,6 ch (9,3 kW) | 65 mi/h (104,6 km/h) | 4                 | Bras oscillant                      | Wipac                                             | Noir ou bleu polychrome avec réservoir deux tons, peint en haut, plaque chromée en bas. Rouge sports flamboyant et chrome, bushman orange et blanc |
| D175 / B175 & Bushman                | 1969 - 1971             | 175 cm312,6 ch (9,3 kW) | 65 mi/h (104,6 km/h) | 4                 | Bras oscillant                      | Wipac                                             | Bleu, rouge ou noir. Bushman orange & blanc |

Avant 1958 (D1 à D3), les roues étaient de 19 pouces et les freins de 4,5 pouces. La D5 1958 avait des roues de 18 pouces et des freins de 4,5 pouces. La D7 de 1959 et les modèles ultérieurs avaient des roues de 18 pouces et des freins avant et arrière de 5 pouces. 

## Développements et modèles

### D1

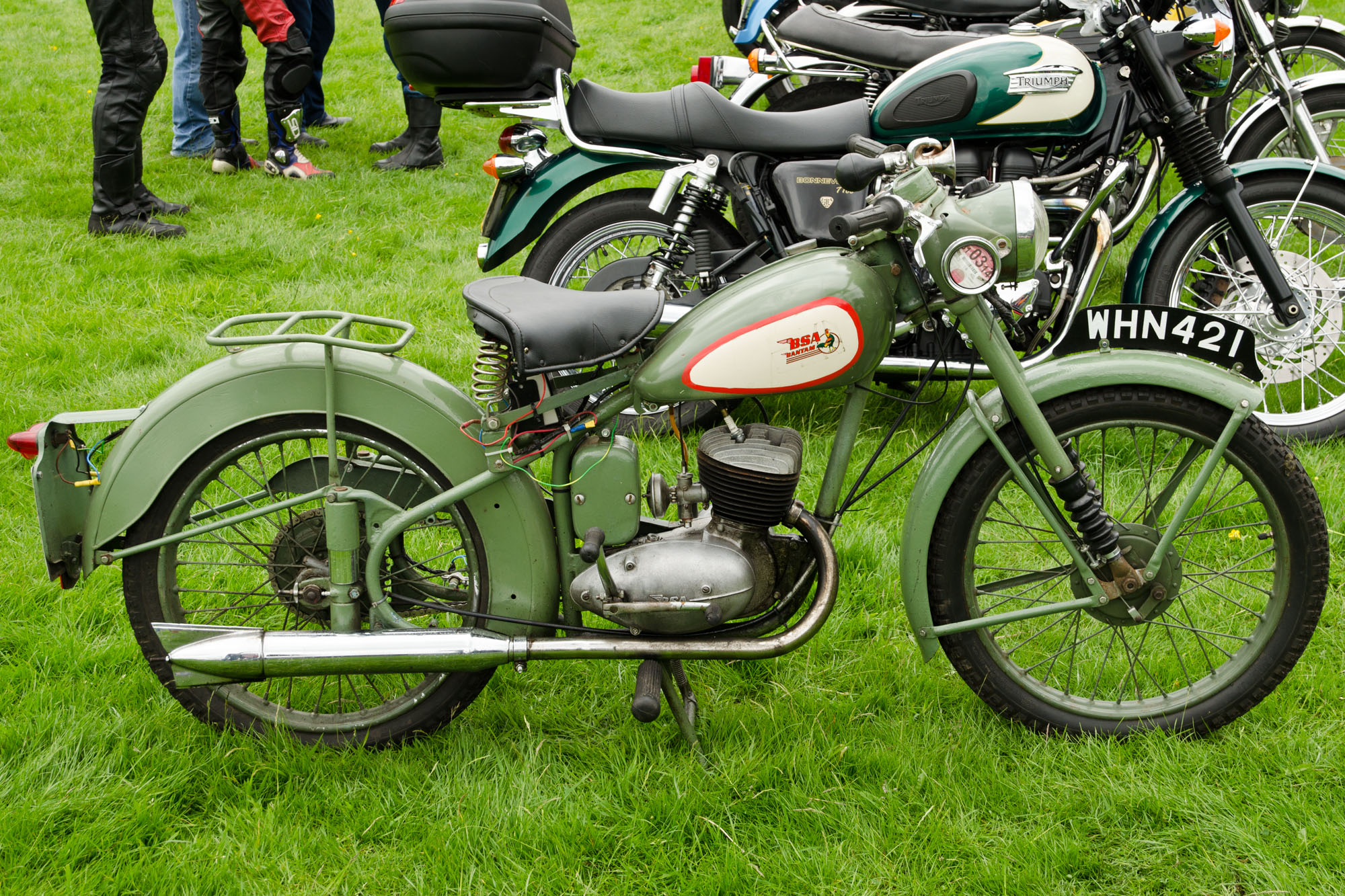
BSA Bantam D1 (1955)

La D1 (modèle original) 125 cm3 n’était disponible au départ qu’avec une suspension arrière rigide, mais au bout de trois ans, la gamme a été élargie pour inclure une suspension arrière à plongeur optionnelle. La suspension avant de tous les D1 ne possédait aucun amortissement et permettait une qualité de roulement remarquable. D1 étaient disponibles avec une variété de systèmes d'éclairage électrique. Les systèmes Wipac étaient disponibles en 6v AC à courant alternatif (sous le nom d’éclairage direct) ou DC en courant continu. Le système à courant alternatif utilisait une petite pile sèche de type lampe de poche pour éclairer l’ampoule pilote faisant face à l’intérieur de la coque du phare. Le reste de l’éclairage n’était disponible que lorsque le moteur tournait et la pile sèche devait être remplacée régulièrement. Le système à courant continu incorporait une batterie au plomb et fonctionnait de manière classique. Pendant une courte période, certaines D1 ont été équipés de systèmes d’éclairage Lucas qui fonctionnaient de la même manière que le système Wipac DC. La D1 resta accessible au public jusqu'en 1963 et fut encore produite pour le GPO (General Post Office) pendant au moins deux ans. 

### D3 Major

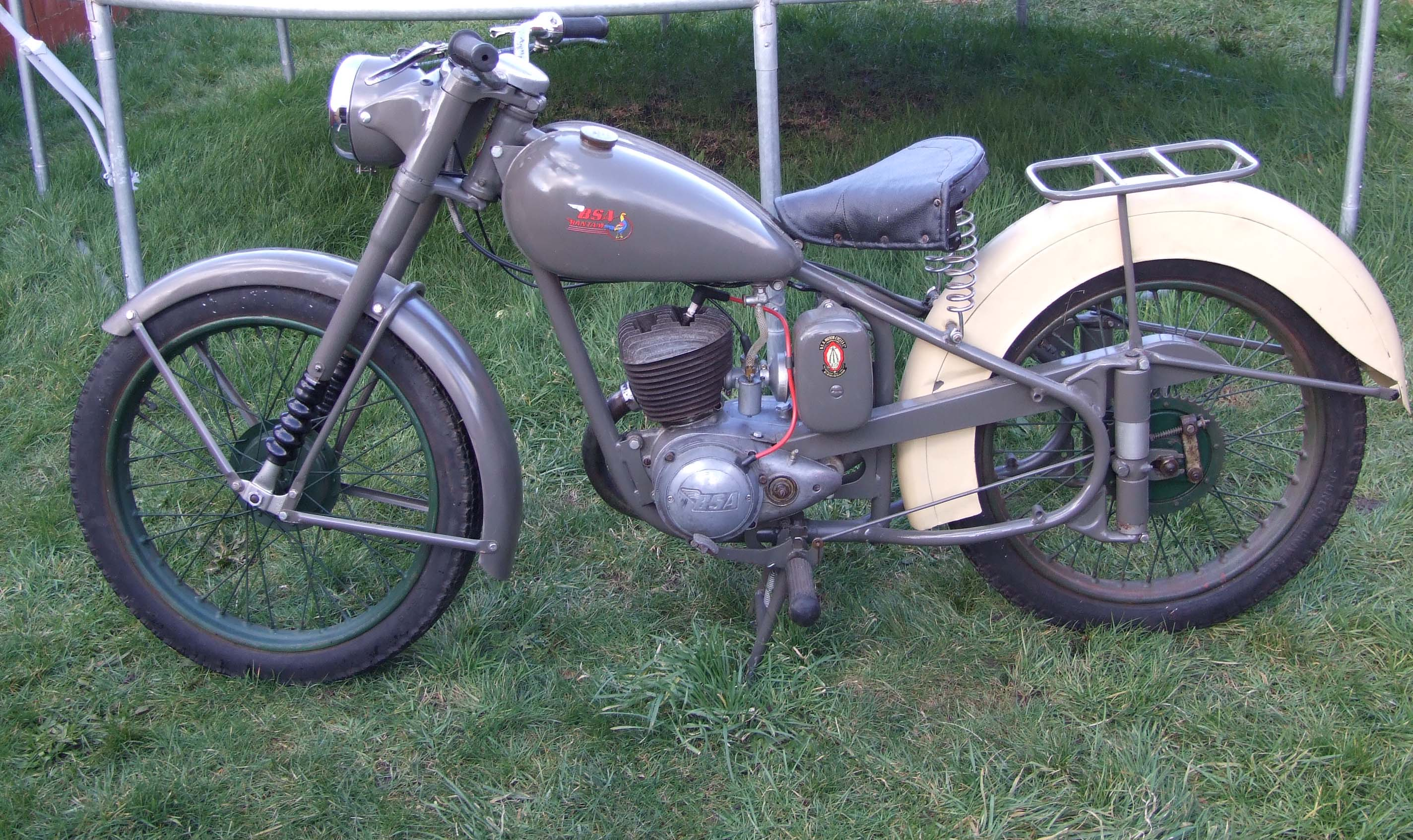
BSA Bantam D3 148cm^{3} deux temps

La D3 Major constituait le premier niveau de développement de la Bantam, bien que la D1 fut encore produite parallèlement pendant de nombreuses années. D'abord produite à la fin (probablement en octobre) avec un moteur de 150 cm3, la D3 est restée en production jusqu'en 1957. Une selle à l'aspect moderne remplie de mousse était proposée, une avancée en matière d'économie et de confort devenue une option populaire sur la D1. Elle a remplacé l'équipement standard d'origine avec un porte-colis derrière une selle individuelle à ressorts en caoutchouc. 
La suspension avant fut renforcée et le cylindre n’a pas été simplement réalésé mais aussi agrandi avec de plus grandes ailettes de refroidissement. Ces ailettes de refroidissement plus grandes furent également ajoutées aux modèles D1 après 1953, bien que conservant sa cylindrée inférieure. 

### D5 Super
La D5 Super était un développement ultérieur de la D3 avec bras oscillant dans un cadre similaire mais avec une section arrière allongée qui permettait un meilleur montage de la suspension arrière. Un réservoir au style plus arrondi fut adapté. Le moteur fut encore augmenté à 175 cm3. Le modèle D5 n’a été produit que durant l'année 1958. 

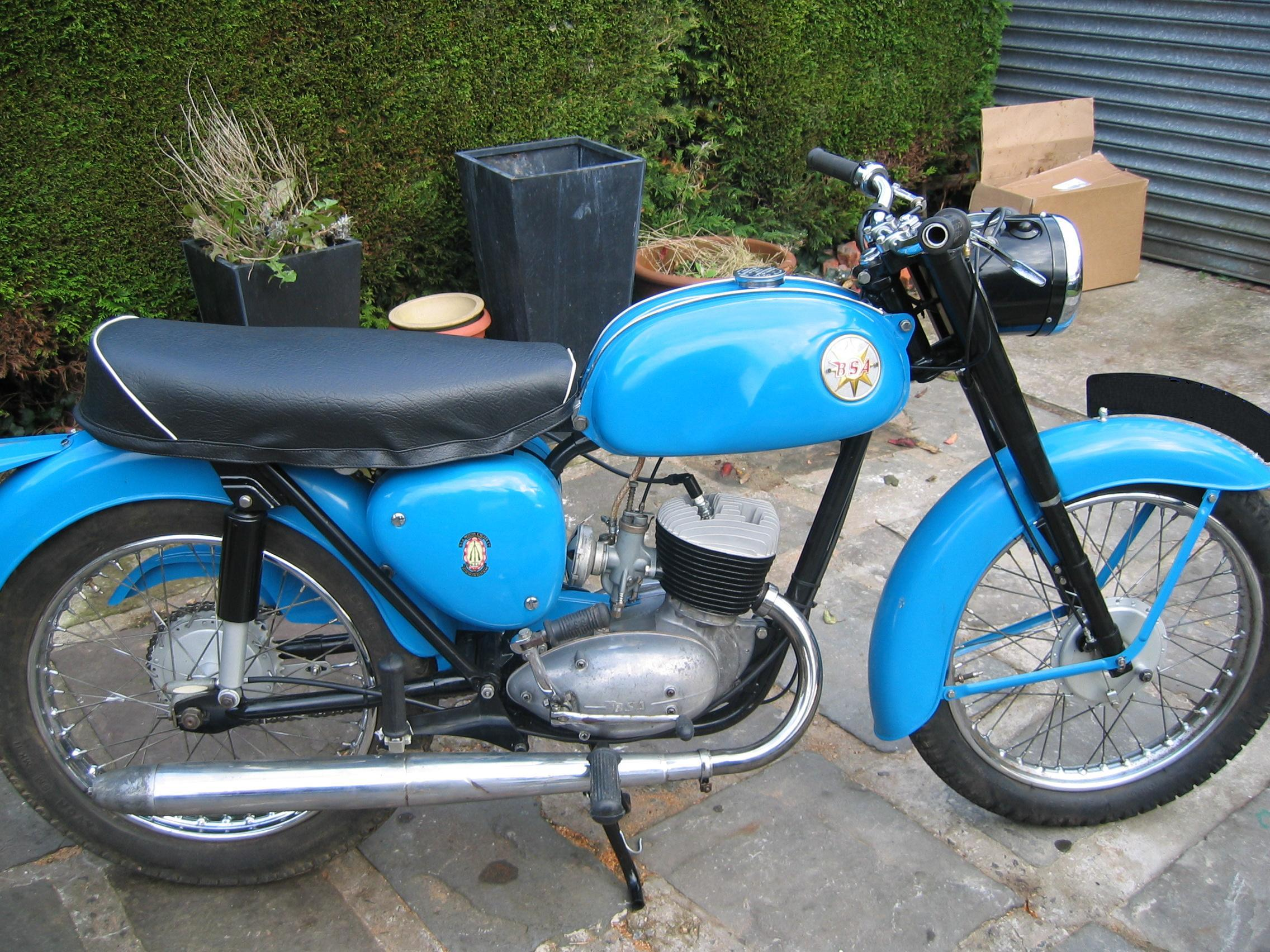
Bantam D7

### D7 Super
La D7 Super a été introduite pour 1959, elle avait un moteur 175 cm3 similaire à celui de la D5 mais elle avait un tout nouveau cadre à bras oscillant et une fourche à amortissement hydraulique qui intégraient un projecteur monté dans une nacelle. La D7 continua d’être produite jusqu'en 1966 avec au moins 3 styles de réservoirs différents et des modifications du système électrique alimenté par Wipac, notamment un changement de l'allumage par bobine externe alimenté par batterie. 

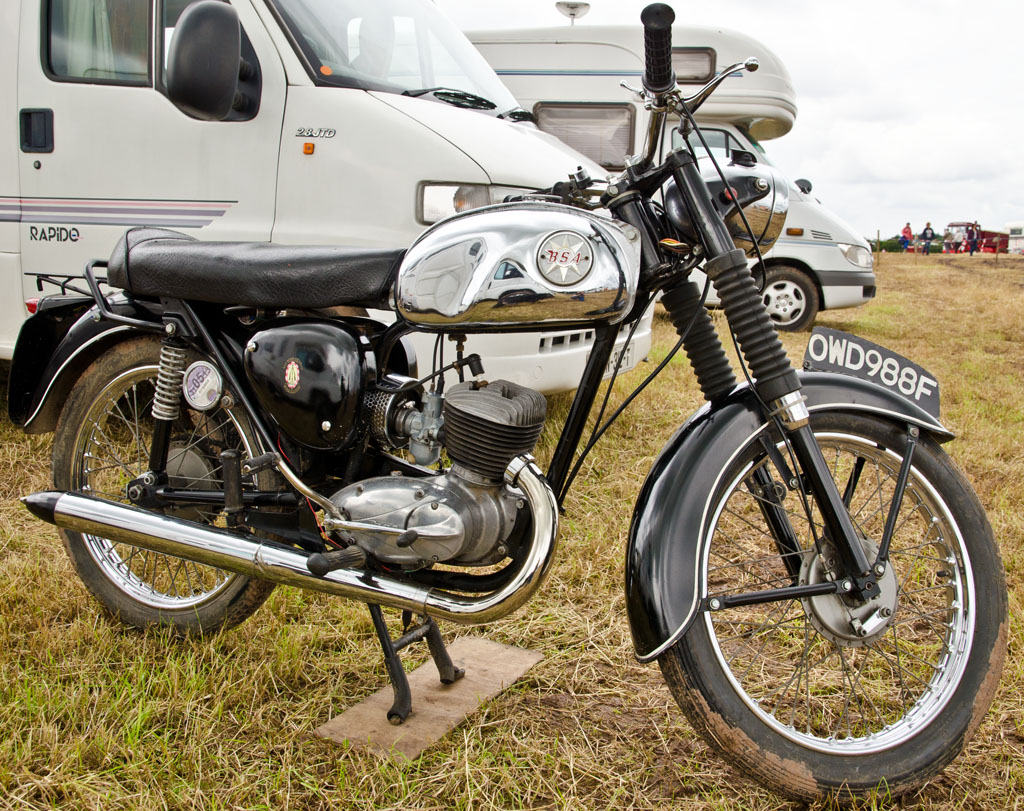
BSA Bantam D10 (1967)

### D10 Supreme
1966 vit l’introduction de la D10, toujours en 175 cm3 et boîte de vitesses 3 rapports mais avec une puissance augmentée. Le système électrique fut par la suite revu avec un nouveau type d’alternateur et de rotor Wipac. Les rupteurs furent déplacés sur le côté dans un logement séparé au niveau du carter d’entraînement principal du côté extérieur. En dehors de cela, l’apparence de la moto était très similaire à celle des derniers modèles D7. Deux variantes ont été ajoutées à la gamme : boîte de vitesses à 4 rapports, échappement haut et fourche sans nacelle avec phare séparé. Le premier était le modèle Sports avec garde-boue chromé, écran anti-moustique et bosse à l'arrière de la selle double. Le second était le Bushman, principalement destiné à l’exportation, doté de roues de 19 pouces et d’un cadre modifié pour plus de garde au sol. La production de D10 a cessé en 1967. 

### D14/4 Supreme
La D14/4 fut présentée pour l'année-modèle 1968, similaire à la D10 mais avec une puissance supérieure et une boîte de vitesses à 4 rapports pour toute la gamme. Les modèles Sports et Bushman reçurent également des fourches plus solides. 

### D175/B175
La D175 (également appelé B175) était un mise à jour mineure de  la D14/4 mais sans le modèle Sports qui n’était plus disponible. La bougie se trouvait désormais à la verticale dans la culasse et la fourche avant était aussi plus robuste (elle provenait de la plus grosse C15). Le taux de compression était légèrement inférieur à 9,5, les phares étaient séparés et il y avait un avertisseur de feux de route. Les ressorts d’amortisseur n'étaient plus sous leur habillage. La pédale de kick du démarreur était renforcée, la fixation sur platines de disque de compression du vilebrequin était aussi renforcée. Ce dernier modèle a été fabriqué de 1969 à 1971, mais avec les stocks importants il était toujours vendus jusqu'en 1973. 

### Bushman

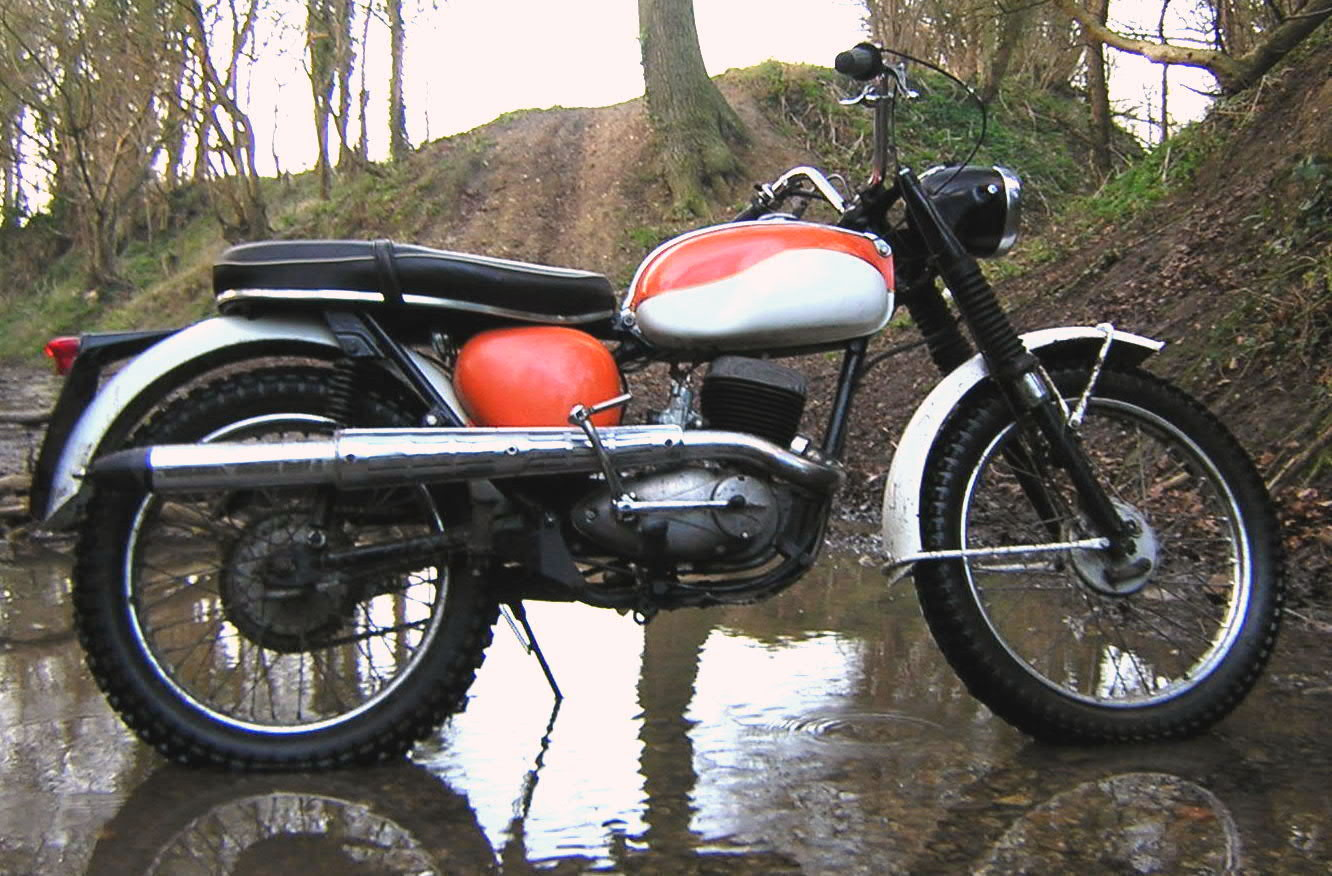
Bushman, avec échappements relevés

La version Bushman tout terrain était disponible comme modèle d'exportation, en particulier pour l'Afrique et l'Australie, mais 300 exemplaires furent vendus au Royaume-Uni. Tous les modèles anglais de la Bushman portent le préfixe de numéro moteur BB. 